# 청통중학교
청통중학교(淸通中學校)는 대한민국 경상북도 영천시 청통면 원촌리에 있는 공립 중학교이다.

## 학교 연혁
- 1971년 12월 29일 : 청통중학교 설립인가(6학급)
- 1972년 3월 1일 : 초대 류인택 교장 취임
- 1972년 3월 4일 : 입학(신입생 140명)
- 2021년 9월 1일 : 제18대 박현동 교장 취임
- 2024년 2월 7일 : 제50회 졸업식(2명, 총 졸업생 3,179명)
- 2024년 3월 4일 : 입학(신입생 1명)

## 참고 자료
- 청통중학교 - 한국교육학술정보원 학교알리미